# Rhodopygia cardinalis
Rhodopygia cardinalis – gatunek ważki z rodziny ważkowatych (Libellulidae). Występuje na terenie Ameryki Południowej.